# 托馬斯高地
77°47′S 163°52′E / 77.783°S 163.867°E
托馬斯高地（英語：Thomas Heights），是南極洲的高地，位於維多利亞地的斯科特海岸，處於費拉爾冰川和布盧冰川之間，以新西蘭研究隊的地質學家命名，現時由南極條約體系管理。